# كرزيستوف شيفشيك
كرزيستوف شيفشيك (بالبولندية: Krzysztof Szewczyk)‏ هو لاعب كرة قدم بولندي في مركز الهجوم، ولد في 6 مارس 1996 في بوخنية ‏ في بولندا. شارك مع منتخب بولندا تحت 17 سنة لكرة القدم. أما مع النوادي، فقد لعب مع نادي كراكوفيا الرياضي.

## وصلات خارجية
- كرزيستوف شيفشيك على موقع قاعدة بيانات كرة القدم.إي يو (الإنجليزية)
- كرزيستوف شيفشيك على موقع Soccerway.com (الإنجليزية)